# Иссильо
Иссильо (итал. Issiglio) — коммуна в Италии, располагается в регионе Пьемонт, в провинции Турин.
Население составляет 402 человека (2008 г.), плотность населения составляет 80 чел./км². Занимает площадь 5 км². Почтовый индекс — 10080. Телефонный код — 0125.
Покровителем города почитается святой апостол Пётр в оковах (San Pietro in Vincoli). Праздник коммуны ежегодно празднуется 1 августа. 

## Демография
Динамика населения: